# Choeroniscus
Choeroniscus é um gênero de morcegos da família Phyllostomidae. As três espécies ocorrem na região Neotropical, com Choeroniscus godmani ocorrendo desde o oeste do México até o Brasiil central, C. minor ocorrendo do norte da América do Sul até o sudeste brasileiro e C. periosus restrita ao Chocó, no Equador e Colômbia.

## Espécies
- Choeroniscus godmani (Thomas, 1903)
- Choeroniscus minor (Peters, 1868)
- Choeroniscus periosus Handley, 1966